# Vangaži
Vangaži (németül: Wangasch) város Lettországban. Neve a lív vang (ártér) és aži (hely) szavakból származik.

## Fekvése
Vangaži Lettország központi részén, Rigától 30 km-re keletre, a Straujupīte patak partján, a Gauja folyótól 3 km-re helyezkedik el. A városon keresztül vezet a Budapestet Pszkovval és ezen keresztül Oroszországgal összekötő E77-es főútvonal.

## Története
A város létrejötte a szovjet idők iparosításának az eredménye. 1955-ben gazdag kavicstelepeket fedeztek fel a környéken és ezekre alapozva egy betonelemgyárat építettek. 1957-ben Oktobra ciemats (Október fénye) néven jött létre a település, ezt 1961-ben keresztelték át a jelenlegi nevére, Vangažira. A betonelemgyár termékeivel (épületpanelekkel) látták el Lettország és Észtország építkezéseit.
Vangaži futballcsapata 1968 és 1991 között Lettország egyik legjobb labdarúgó csapata volt.
A Szovjetunió szétesését követően a betongyár csődbe ment és a város nehéz gazdasági helyzetbe került. A munkahelyek nagy része megszűnt, helyzetén mindössze Riga közelsége segített.

## Lakossága
A város lakosságának 46,5%-a orosz, 34,7%-a lett, 5,3%-a fehérorosz, 5,3%-a ukrán, 2,7%-a pedig lengyel.